# Malaxis horielensis
Malaxis horielensis là một loài thực vật có hoa trong họ Lan. Loài này được (J.J.Sm.) S.Thomas, Schuit. & de Vogel mô tả khoa học đầu tiên năm 2002.